# Махе
Ма̀хе (махиева единица; означение ME) е остаряла единица за радиоактивност. През 1985 г. е заменена с бекерел и оттогава не се използва.
Наименувана на австрийския физик Хайнрих Махе (Heinrich Mache; 1876 – 1954).
1 махе = 3,64 еман = 3,64×10−10 Ci/l = 13,5 kBq/m³.
Използвала се е в балнеологията.